# Armoiries d'Antigua-et-Barbuda
Les armoiries d'Antigua-et-Barbuda ont été créées en 1967 par Gordon Christopher.
Dans la partie supérieure de l'écu, on peut voir, sur un heaume, un ananas, fruit qui fait la renommée des îles. Plusieurs plantes abondantes du pays encerclent l'écu : un Hibiscus rouge, une Canne à sucre et du Manioc. Il est supporté par deux cerfs qui représentent la faune de l'île. Au centre de l'écu, le soleil s'élève au-dessus de la mer d'azur et d'argent. Le soleil symbolise un nouveau départ, et le fond de sable (noir) représente les origines africaines de la majorité de la population du pays. Dans la partie inférieure, devant la mer, on peut voir un moulin à sucre. Sous l'écu une ceinture d'argent porte la devise nationale du pays : Each endeavouring, all achieving (« Chacun s'efforçant, tous profitant »).

Armoiries du gouverneur général d'Antigua-et-Barbuda